# پسچانی (شهرستان اوفیمسکی، باشقیرستان)
پسچانی (انگلیسی: Peschany, Ufimsky District, Republic of Bashkortostan) یک شهرک در شهرستان اوفیمسکی استان باشقیرستان کشور روسیه است.